# Брестово (община Владичин хан)
Вижте пояснителната страница за други значения на Брестово.
Брестово (на сръбски: Брестово или Brestovo) е село в Югоизточна Сърбия, Пчински окръг, община Владичин хан.

## Население
Според преброяването на населението от 2011 г. селото има 100 жители.

### Етнически състав
Данните за етническия състав на населението са от преброяването през 2002 г.
- сърби – 115 жители